# Stefan Fahrad
Stefan Fahrad (* 24. Juli 1980 in Nowotschanowo, Sowjetunion) ist ein ehemaliger deutscher Basketballspieler der Bundesliga. Er absolvierte 106 Bundesligaspiele für BG Karlsruhe und EnBW Ludwigsburg und wurde Vizepokalsieger mit EnBW Ludwigsburg in der Saison 2007/08. Aufgrund einer Knieverletzung beendete er 2011 frühzeitig seine Karriere als Profisportler.
Er ist als Lehrer für die Fächer Mathematik und Sport am Immanuel-Kant-Gymnasium in Leinfelden-Echterdingen tätig. Seit 2013 ist er Lehrbeauftragter für Basketball am Institut für Sport- und Bewegungswissenschaft der Universität Stuttgart. In seiner Freizeit trainiert Fahrad die Jugendmannschaft der EnBW Ludwigsburg und leitet eine Basketball-AG an seiner Schule.